# Warunek normalizacji
Warunek normalizacji – podstawowe kryterium, które musi spełniać każda funkcja w mechanice kwantowej.
Warunek normalizacji opisuje wzór:
{\displaystyle \int f^{*}(x)F_{n}(x)d\tau =1,}
gdzie:
{\displaystyle x} – oznacza zbiór wszystkich zmiennych, od których zależy funkcja {\displaystyle f_{x},}
* – sprzężenie zespolone.
Jeśli funkcja {\displaystyle f_{n}^{*}} jest funkcją rzeczywistą, to:
{\displaystyle f_{n}^{*}=f_{n}.}
Jeżeli funkcja {\displaystyle f_{n}} nie spełnia warunku normalizacji, można ją pomnożyć przez pewien stały czynnik {\displaystyle N,} tak aby nowa funkcja {\displaystyle f_{n}} spełniała warunek
{\displaystyle \int |f_{n}|^{2}d\tau =N^{2}\int |f_{n}'|^{2}d\tau =1.}
Stąd:
{\displaystyle N={\frac {1}{\sqrt {\int |f_{n}'|^{2}d\tau }}}.}
Aby funkcja fn' mogła być znormalizowana musi spełniać warunek:
{\displaystyle \int |f_{n}|^{2}d\tau <\infty .}
Funkcje spełniające powyższe równanie znikają w nieskończoności, czyli są całkowalne w kwadracie.